# Lars Petter Nordhaug
Lars Petter Nordhaug (Lillehammer, 14 maggio 1984) è un ex ciclista su strada e mountain biker norvegese, professionista dal 2005 al 2017 e campione nazionale su strada nel 2006.

## Carriera
Da junior fu due volte (2000 e 2001) campione norvegese di mountain biking, nella specialità del cross country. Nel 2005 passò professionista nel Team Maxbo-Bianchi, squadra norvegese, e fu campione nazionale di marathon e su strada Under-23. Nella stagione successiva si laureò campione nazionale su strada, e nel 2008 campione norvegese del cross country.
Nella 2009 colse due successi di tappa, uno al Tour de Normandie e uno al Tour of Ireland. L'anno dopo passò quindi tra le file della Sky, squadra britannica con cui prese parte alla Vuelta a España 2010 ed al Giro d'Italia 2011. Tornò alla vittoria nel 2012, sempre in divisa Sky, aggiudicandosi il Trofeo Deià, una frazione al Giro di Danimarca e il Grand Prix Cycliste de Montréal, gara del calendario World Tour.
Da Elite ha partecipato a sei edizioni dei campionati del mondo su strada, nel 2008, nel 2009 e dal 2012 al 2015, e ai Giochi olimpici di Pechino 2008, Londra 2012 e Rio de Janeiro 2016.

## Palmarès

### Strada
- 2002 (Juniores)

Trofee der Vlaamse Ardennen juniors
- 2005

Campionati norvegesi, Prova in linea Under-23
- 2006

Campionati norvegesi, Prova in linea
- 2007

2ª tappa Ullensaker/Hero Grand Prix (Ullensaker > Ullensaker)
- 2008

2ª tappa Festningsrittet (Kongsvinger > Kongsvinger)
3ª tappa Festningsrittet (Kongsvinger > Kongsvinger)
Classifica generale Festningsrittet
- 2009

5ª tappa Tour de Normandie (Domfront > Valognes)
3ª tappa Tour of Ireland (Bantry > Cork)
- 2012

Trofeo Deià
3ª tappa Post Danmark Rundt
Grand Prix Cycliste de Montréal
- 2014

1ª tappa Arctic Race of Norway (Hammerfest > Capo Nord)
- 2015

1ª tappa Tour de Yorkshire (Bridlington > Scarborough)
Classifica generale Tour de Yorkshire

#### Altri successi
- 2007

Gjøvik Grand Prix
- 2015

Classifica a punti Tour de Yorkshire

### Mountain biking
- 2000 (Juniores)

Campionati norvegesi, Cross country juniors
- 2001 (Juniores)

Campionati norvegesi, Cross country juniors
- 2005

Campionati norvegesi, Marathon
- 2008

Campionati norvegesi, Cross country

## Piazzamenti

### Grandi Giri
- Giro d'Italia

2011: 92º
- Tour de France

2013: 50º
- Vuelta a España

2010: non partito (8ª tappa)

### Classiche monumento
- Milano-Sanremo

2013: ritirato
2014: 15º
2015: 105º
- Liegi-Bastogne-Liegi

2010: ritirato
2011: 100º
2012: 20º
2013: 15º
2014: 37º
2015: 12º
2016: 20º
2017: ritirato
- Giro di Lombardia

2010: 33º
2011: 60º
2012: 37º
2013: ritirato
2014: 27º

### Competizioni mondiali
- Campionati del mondo su strada

Madrid 2005 - In linea Under-23: ritirato
Salisburgo 2006 - In linea Under-23: 76º
Varese 2008 - In linea Elite: 57º
Mendrisio 2009 - In linea Elite: ritirato
Limburgo 2012 - In linea Elite: 20º
Toscana 2013 - In linea Elite: 12º
Ponferrada 2014 - In linea Elite: 37º
Richmond 2015 - In linea Elite: ritirato
- Campionati del mondo di mountain bike

Vail 2001 - Cross country Juniors: 2º
Kaprun 2002 - Cross country Juniors: ritirato
Lugano 2003 - Cross country Under-23: ritirato
Les Gets 2004 - Cross country Under-23: 80º
- Giochi olimpici

Pechino 2008 - In linea: ritirato
Londra 2012 - In linea: 25º
Rio de Janeiro 2016 - In linea: 48º